# Mirosław Kałczak
Mirosław Stanisław Kałczak (ur. 19 października 1936, zm. 9 października 2017) – polski patomorfolog, pułkownik WP w stanie spoczynku, doktor habilitowany nauk medycznych.

## Życiorys
Był absolwentem Wojskowej Akademii Medycznej w Łodzi. Od 1963 przez większość kariery zawodowej związany był z Wojskowym Instytutem Medycznym. W 1965 uzyskał stopień doktora n. med., zaś w 1981 stopień doktora habilitowanego n. med. Piastował między innymi funkcję kierownika Zakładu Patomorfologii Centrum Kształcenia Podyplomowego Wojskowej Akademii Medycznej w Warszawie oraz Zakładu Patomorfologii Centralnego Szpitala Klinicznego MSWiA w Warszawie. W dorobku miał ponad 100 publikacji w naukowych czasopismach krajowych i zagranicznych. Zmarł 9 października 2017 i został pochowany na Cmentarzu Komunalnym Południowym w Antoninowie.